# Stromeyeryt
Stromeyeryt – minerał z gromady siarczków. Należy do grupy minerałów bardzo rzadkich, jego nazwa pochodzi od nazwiska niemieckiego chemika Friedricha Strohmeyera. 

## Charakterystyka

### Właściwości
Bardzo rzadko tworzy kryształy o pokroju słupów (o sześcobocznym przekroju), niekiedy zakończonych bipiramidą. Ściany kryształów mają widoczne zbrużdżenia. Często występują zbliźniaczenia. Występuje w skupieniach: zbitych, ziarnistych oraz w formie wypryśnięć. Jest niezbyt kruchy, nieprzezroczysty, czasami zawiera domieszki cynku i ołowiu. Teoretycznie zawiera 53,10% Ag i 31,24% Cu. 

### Występowanie
Spotykany w utworach hydrotermalnych i skałach osadowych. Jest minerałem żyłowych złóż kruszców. Współwystępuje ze srebrem rodzimym, barytem, tetraedrytem, argentytem, bornitem, chalkopirytem, barytem, kalcytem. 
Miejsca występowania:
- Na świecie: Australia, Meksyk, Chile, Czechy – Vrančice, Příbram.

- W Polsce: jest spotykany w Ciechanowicach k. Kamiennej Góry i w Kletnie k. Kłodzka.

### Zastosowanie
- minerał poszukiwany przez kolekcjonerów,
- podrzędne źródło srebra i miedzi.